# Спарта (Чернівці)
«Маяк» — аматорський футбольний клуб з села Великий Кучурів, Сторожинецького району, Чернівецької області. Заснований 2009 року. Виступав у чемпіонаті Чернівецької області. З 2015 року клуб перейменуваний: ДЮФК «Спарта» (Чернівці).

## Історія
В 2009 році в селі Великий Кучурів однодумцями: Кердей О., Фінчук С., Кречуняк Д., Грушецький С., Столярчук С. було створено ФК «Маяк». Того ж року в чемпіонаті Сторожинецького району команда зайняла друге місце і виграла кубок району.
В 2010 році команда виграла чемпіонат району і кубок району, після чого було прийнято рішення виступати на першості області. У вересні 2015 року було створено ДЮФК «Спарта» і прийнято рішення перейменувати «Маяк» на «Спарту».

### «Спарта»

#### Керівництво клубу
| Посада                 | Ім'я               |
| ---------------------- | ------------------ |
| Президент              | Олег Кердей        |
| Спортивний директор    | Григорій Чурілов   |
| Інформаційний директор | Оксана Зароченцева |
| Виконавчий директор    | Іван Павлюк        |
| Радник президента      | Володимир Харченко |

#### Тренерський штаб
| Посада         | Ім'я                    |
| -------------- | ----------------------- |
| Старший тренер | Іван Папазов (U-17)     |
| Старший тренер | Андрій Мельничук (U-15) |
| Тренери        | Роман Зароченцев        |
| Тренери        | Юрій Гій                |
| Тренери        | Олександр Дейниченко    |
| Тренери        | Сергій Париський        |
| Тренери        | Артем Меркушов          |
| Тренери        | Олександр Доскалюк      |
| Тренери        | Андрій Мотовилець       |
| Тренери        | Віталій Мотреску        |
| Тренери        | Ігор Оставков           |

#### Команди

##### ДЮФЛУ
| Сезон                         | Команда               | Місце | Тренер        |
| ----------------------------- | --------------------- | ----- | ------------- |
| 2017/2018 Перша ліга, група 5 | U-17 (2001—2002 р.н.) | 7     | Папазов І. В. |
| 2017/2018 Перша ліга, група 5 | U-15 (2003—2004 р.н.) | 9     | Папазов І. В. |
| 2017/2018 Перша ліга, група 5 | Загальний залік       | 9     |               |
| 2018/2019 Перша ліга, група 5 | U-17 (2002—2003 р.н.) | 10    | Папазов І. В. |
| 2018/2019 Перша ліга, група 5 | U-15 (2004—2005 р.н.) | 4     | Папазов І. В. |
| 2018/2019 Перша ліга, група 5 | Загальний залік       | 7     |               |

##### Чернівецька Обласна ДЮФЛ
| Сезон     | Команда          | Місце | Тренер          |
| --------- | ---------------- | ----- | --------------- |
| 2017/2018 | U-13 (2005 р.н.) | 2     | Париський С. Г. |
| 2018/2019 | U-13 (2006 р.н.) | 2     | Оставков І. В.  |

##### Чернівецька Міська ДЮФЛ
| Сезон     | Команда               | Місце | Тренер           |
| --------- | --------------------- | ----- | ---------------- |
| 2017/2018 | U-12 (2006 р.н.)      | 5     | Єлов А. В.       |
| 2017/2018 | U-11 (2007—2008 р.н.) | 1     | Мотреску В. Р.   |
| 2017/2018 | U-9 (2009 р.н.)       | 2     | Дейниченко О. В. |
| 2018/2019 | U-12 (2007 р.н.)      | 3     | Зароченцев Р. С. |
| 2018/2019 | U-11 (2008 р.н.)      | 6     | Мотреску В. Р.   |
| 2018/2019 | U-10 (2009 р.н.)      | 1     | Дейниченко О. В. |
| 2018/2019 | U-9 (2010 р.н.)       | 3     | Дейниченко О. В. |
| 2018/2019 | U-8 (2011 р.н.)       | 4     | Доскалюк О. В.   |

### «Маяк»

#### Досягнення
- Чемпіон Чернівецької області — 2013.
- Срібний призер чемпіонату Чернівецької області — 2012, 2015.
- Володар Кубка Чернівецької області — 2015.
- Володар Суперкубка Чернівецької області — 2014.
- Фіналіст Кубка Чернівецької області — 2012, 2014.
- Фіналіст Суперкубка Чернівецької області — 2013, 2015.

#### Відомі футболісти
- Володимир Найко
- Олександр Темерівський
- Олександр Маковійчук
- Ігор Бойчук